# Beverley Martyn
Pour les articles homonymes, voir Martyn.
Beverley Kutner épouse Martyn (née le 24 mars 1947 à Coventry) est une autrice-compositrice-interprète anglaise.

## Biographie
Alors qu'elle est encore étudiante, à 15 ans, elle s'installe à Londres. Elle est choisie pour diriger The Levee Breakers, un jug band composé de Mac McGann et Johnny Joyce, qui joue dans le sud-est de l'Angleterre. À 16 ans, elle enregistre son premier single, Babe I'm Leaving You, publié par le label Parlophone en 1965. On la voit en arrière-plan de la pochette de l'album It Don't Bother Me de Bert Jansch, son compagnon, sorti fin 1965.
Martyn signe en tant qu'artiste solo pour le tout nouveau label Deram Records. En 1966, elle sort un single, Happy New Year (face B Where The Good Times Are), écrit par Randy Newman, où elle est accompagnée par Jimmy Page, John Paul Jones, Nicky Hopkins et Andy White. Happy New Year est choisi comme premier single du label Deram, distribué par Decca Records, en 1966 (numéro de catalogue DM 101). Elle enregistre en même temps un autre single qui n'est pas publié immédiatement, Picking Up The Sunshine/Gin House Blues. Ces deux derniers morceaux font intervenir John Renbourn et Mike Lease. Le single sort en avril 1967. Durant cette période, elle apprend la guitare avec le guitariste folk Bert Jansch, qui l'encourage à écrire des chansons. Son single suivant Museum, écrit par Donovan et produit par Denny Cordell, sort en 1967.
Très impliquée dans la scène folk de l'époque, elle rencontre Paul Simon qui l'invite à New York. Sur l'album Bookends de Simon & Garfunkel, elle contribue au morceau Fakin' It, au milieu duquel on l'entend dire : « Bonjour, M. Leitch, avez-vous eu une journée chargée ? » Elle apparaît plus tard au Festival international de musique pop de Monterey le 16 juin 1967, tout comme Simon & Garfunkel.
En 1969, elle rencontre John Martyn, qu'elle épousera plus tard. En duo, ils sortent deux albums, Stormbringer! et The Road to Ruin, tous deux publiés chez Island Records. Après The Road to Ruin, Island persuade John Martyn de reprendre sa carrière en tant qu'artiste solo, car le label pense qu'il y a plus d'intérêt public pour les chanteurs-compositeurs solo. Bien qu'elle passe plus de temps avec ses enfants, Martyn continue de contribuer aux projets solo de son mari jusqu'à la rupture de leur mariage, en grande partie à cause de l'alcoolisme et des abus de son mari. Le couple divorce pendant la réalisation de l'album Grace and Danger de John Martyn en 1980. Elle se retire de la musique pendant des années.
Dans les années 1990, ses enfants étant devenus grands, elle est invitée à rejoindre Loudon Wainwright III lors de sa tournée européenne. En 1998, elle reprend sa carrière discographique avec la sortie de l'album No Frills.
En 2004, la chanson Primrose Hill de Martyn, sur les joies simples de la vie domestique, qu'elle a écrite et chantée pour Road To Ruin, est samplée par Fat Boy Slim pour le morceau North West Three de son album Palookaville en 2004.
Le 3 décembre 2013, elle interprète la chanson Levee Breaks avec son groupe lors du concert A Celebration Of Bert Jansch au Royal Festival Hall de Londres, aux côtés de Robert Plant, Donovan et de des membres de Pentangle notamment. Le concert est diffusé par BBC4 au Royaume-Uni le 28 mars 2014 sous le nom de The Genius of Bert Jansch: Folk Blues and Beyond.
Martyn sort un nouvel album en 2014 The Phoenix and The Turtle. Il contient une chanson inédite de Nick Drake et Martyn, Reckless Jane.  L'album comprend la basse de Matt Malley (Counting Crows), la batterie de Victor Bisetti (Los Lobos), les guitares acoustiques de Mark Pavey, les guitares électriques de Jakob Nebel (Livingston) et Michael Watts, et les cordes d'Owain Roberts.

## Discographie
Singles
- Babe, I'm Leaving You (McGann) / Wild About My Lovin' (Trad. Arr. Joyce) (juin 1965 avec the Levee Breakers)
- Happy New Year (Newman) / Where The Good Times Are (Martyn) (septembre 1966 comme Beverley)
- Picking Up The Sunshine / Me and My Gin (1966 comme Beverley)
- Museum (Leitch) / A Quick One For Sanity (par D. Cordell Tea Time Ensemble) (juillet 1967 comme Beverley)

Albums
- Stormbringer! (février 1970 avec John Martyn)
- The Road to Ruin (novembre 1970 avec John Martyn)
- No Frills (1998)
- The Phoenix and the Turtle (2014)